# Roland Brogli
Pour les articles homonymes, voir Brogli.
Roland Brogli, né le 11 juin 1951 et mort le 12 juin 2017, est une personnalité politique suisse membre du parti démocrate-chrétien. 

## Biographie
À partir de 2001, Roland Brogli est conseiller d'État du canton d'Argovie.